# Zahnradbahn Montreux–Glion–Rochers-de-Naye
| |          | Montreux (lac) Schifflände Genfersee         |                                              |
| Bahnhof · Kopfbahnhof Streckenanfang                                                                          | 0,00     | Montreux SBB von Lausanne nach Brig          | 395 m ü. M.                                  |
| |          |                                              |                                              |
| |          |                                              |                                              |
| Strecke nach links und Tunnelanfang · Kreuzung mit Tunnelstrecke, Streckenanfang und Streckenende (im Tunnel) |          | MOB nach Zweisimmen und Lenk Pallens (390 m) | MOB nach Zweisimmen und Lenk Pallens (390 m) |
| |          |                                              |                                              |
| Brücke über Wasserlauf                                                                                        |          | Baye de Montreux (60 m)                      | Baye de Montreux (60 m)                      |
| Bahnhof | 0,60     | Montreux-Les Planches                        | 449 m ü. M.                                  |
| Strecke nach halbrechts und Tunnelanfang                                                                      |          | Collonge (83 m)                              | Collonge (83 m)                              |
| Strecke nach halbrechts, von halblinks und Tunnelende                                                         | 1,25     | Standseilbahn Territet–Glion                 | Standseilbahn Territet–Glion                 |
| Strecke von halblinks (im Tunnel)                                                                             |          | Toveyre (26 m)                               | Toveyre (26 m)                               |
| |          |                                              |                                              |
| Haltepunkt / Haltestelle Tunnelanfang                                                                         | 1,68     | Toveyre Kehrtunnel Valmont (386 m)           | 577 m ü. M.                                  |
| |          |                                              |                                              |
| Strecke nach links (im Tunnel) · Haltepunkt / Haltestelle                                                     | 2,15     | Valmont                                      | 636 m ü. M.                                  |
| |          |                                              |                                              |
| Bahnhof | 2,720,00 | Glion Anschluss Standseilbahn Territet–Glion | 689 m ü. M.                                  |
| |          |                                              |                                              |
| |          | Glion (69 m)                                 |                                              |
| Dienststation / Betriebs- oder Güterbahnhof                                                                   | 0,10     | Depot                                        | 693 m ü. M.                                  |
| Haltepunkt / Haltestelle                                                                                      | 0,28     | Glion-Hôtel-des-Alpes                        | 710 m ü. M.                                  |
| Haltepunkt / Haltestelle                                                                                      | 0,52     | Glion-Collège                                | 748 m ü. M.                                  |
| Bahnhof | 0,89     | Le Tremblex                                  | 817 m ü. M.                                  |
| Strecke nach links · Strecke von rechts (im Tunnel)                                                           |          | Tornafou (24 m) / Le Tremblex (145 m)        | Tornafou (24 m) / Le Tremblex (145 m)        |
| Strecke von links · Strecke nach rechts (im Tunnel)                                                           |          | Tornafou (12 m)                              | Tornafou (12 m)                              |
| Strecke |          | Stützmauer Caux Palace (32 m)                | Stützmauer Caux Palace (32 m)                |
| Bahnhof | 2,16     | Caux                                         | 1050 m ü. M.                                 |
| Haltepunkt / Haltestelle                                                                                      | 2,72     | Les Echets                                   | 1098 m ü. M.                                 |
| Haltepunkt / Haltestelle                                                                                      | 3,05     | Haut-de-Caux                                 | 1167 m ü. M.                                 |
| Haltepunkt / Haltestelle                                                                                      | 3,69     | Crêt-d'y-Bau                                 | 1285 m ü. M.                                 |
| Bahnhof | 4,32     | Paccot                                       | 1420 m ü. M.                                 |
| Tunnel |          | Galerie Le Paccot (50 m)                     | Galerie Le Paccot (50 m)                     |
| Tunnel |          | Galerie Le Merdasson (240 m)                 | Galerie Le Merdasson (240 m)                 |
| Strecke nach links · Strecke von rechts (im Tunnel)                                                           |          | Lehnen (49 m) / Galerie (30 m)               | Lehnen (49 m) / Galerie (30 m)               |
| Strecke von links · Bahnhof quer · Strecke nach rechts (im Tunnel)                                            | 5,93     | Jaman / Jaman (78 m)                         | 1737 m ü. M.                                 |
| Tunnel |          | Galerie (71 m)                               | Galerie (71 m)                               |
| Tunnel |          | Galerie (52 m)                               | Galerie (52 m)                               |
| Tunnel |          | Galerie La Perche (91 m)                     | Galerie La Perche (91 m)                     |
| Haltepunkt / Haltestelle                                                                                      | 6,54     | La Perche                                    | 1795 m ü. M.                                 |
| Strecke nach links · Strecke von rechts                                                                       |          | Grand Tunnel (244 m)                         | Grand Tunnel (244 m)                         |
| |          | Les Fontaines (77 m)                         |                                              |
| | 7,63     | Rochers-de-Naye                              | 1973 m ü. M.                                 |
| |          | Rochers de Naye                              | 2042 m ü. M.                                 |
| |          |                                              |                                              |
| Quellen: |          |                                              |                                              |

|                   |  |  |  |
| 1. 2. 3. 4. 5. 6. |  |  |  |

Die Zahnradbahn Montreux–Glion–Rochers-de-Naye ist eine Zahnradbahn vom Bahnhof Montreux (395 m) zum Rochers de Naye (1970 m). Sie führt über Glion und Caux.
Die Strecke gehört zum 2001 gebildeten Unternehmen Transports Montreux–Vevey–Riviera. Ursprünglich wurde sie von zwei separaten Gesellschaften gebaut.

## Geschichte
Die Glion–Rochers-de-Naye-Bahn erbaute 1892 eine Zahnradbahn von Glion hinauf zum Rochers de Naye. Diese begann in Glion, dem Endpunkt der Standseilbahn von Territet. Die Strecke verfügt über eine Spurweite von 800 Millimetern und ist mit dem Zahnradsystem Abt ausgestattet. Bei einer Streckenlänge von 7,7 Kilometern wird ein Höhenunterschied von knapp 1300 Metern überwunden. 1938 wurde der elektrische Betrieb aufgenommen, der den Durchlauf von neu beschafften Triebwagen ab Montreux erlaubte.
Um eine bessere Anbindung der Glion–Rochers-de-Naye-Bahn an Montreux zu erreichen, wurde mit der Montreux–Glion-Bahn (MGl) eine 2,8 Kilometer lange Zahnradbahn von Montreux nach Glion errichtet, die 1909 eröffnet wurde. Sie ist nach denselben Normalien gebaut wie die Glion–Rochers-de-Naye-Bahn, was durchgehende Züge von Montreux bis auf den Gipfel ermöglicht. Weil die damalige Jura-Simplon-Bahn im Bahnhof Montreux der Montreux–Glion-Bahn keinen Platz bereitstellen wollte, kaufte die Gesellschaft ein Hotel unmittelbar beim Bahnhof, um es abzureissen und mit einem separaten Bahnhof für die Zahnradbahn wieder aufzubauen.
Die Montreux–Glion-Bahn wurde von Anfang an elektrisch betrieben. In Glion übergaben die elektrischen Zahnradlokomotiven HGe 2/2 der MGl die Vorstellwagen den Dampflokomotiven der Glion–Rochers-de-Naye-Bahn. Seit der Elektrifikation der Glion–Rochers-de-Naye-Bahn im Jahr 1938 gehört dies der Vergangenheit an.
Die Gesellschaft der Glion–Rochers-de-Naye-Bahn, die Compagnie du Chemin de fer de Glion aux Rochers de Naye, übernahm 1987 die Montreux–Glion-Bahn und 1992 die Gesellschaft der Standseilbahn Territet–Glion. Seit 2001 gehören sie zu Transports Montreux–Vevey–Riviera.

## Fahrzeuge

### Dampflokomotiven
- H 2/3 1 Montreux (1891) SLM (Nummer 693), 1956 an die Monte-Generoso-Bahn verkauft
- H 2/3 2 Lausanne (1891) SLM (Nummer 694), 1938 abgebrochen
- H 2/3 3 Vevey (1892) SLM (Nummer 721), 1938 abgebrochen
- H 2/3 4 Jaman (1892) SLM (Nummer 722), 1941 an die Monte-Generoso-Bahn verkauft
- H 2/3 5 Glion (1892) SLM (Nummer 723), 1938 abgebrochen
- H 2/3 6 Naye (1892) SLM (Nummer 724), 1942 an die Monte-Generoso-Bahn verkauft
- H 2/3 7 Caux (1903) SLM (Nummer 1515), 1939 abgebrochen
- H 2/3 8 Territet (1908) SLM (Nummer 1909), 1949 an die Monte-Generoso-Bahn verkauft
- H 2/3 1II (1992) SLM (Nummer 5457), 2005 an die Brienz-Rothorn-Bahn verkauft

### Triebwagen

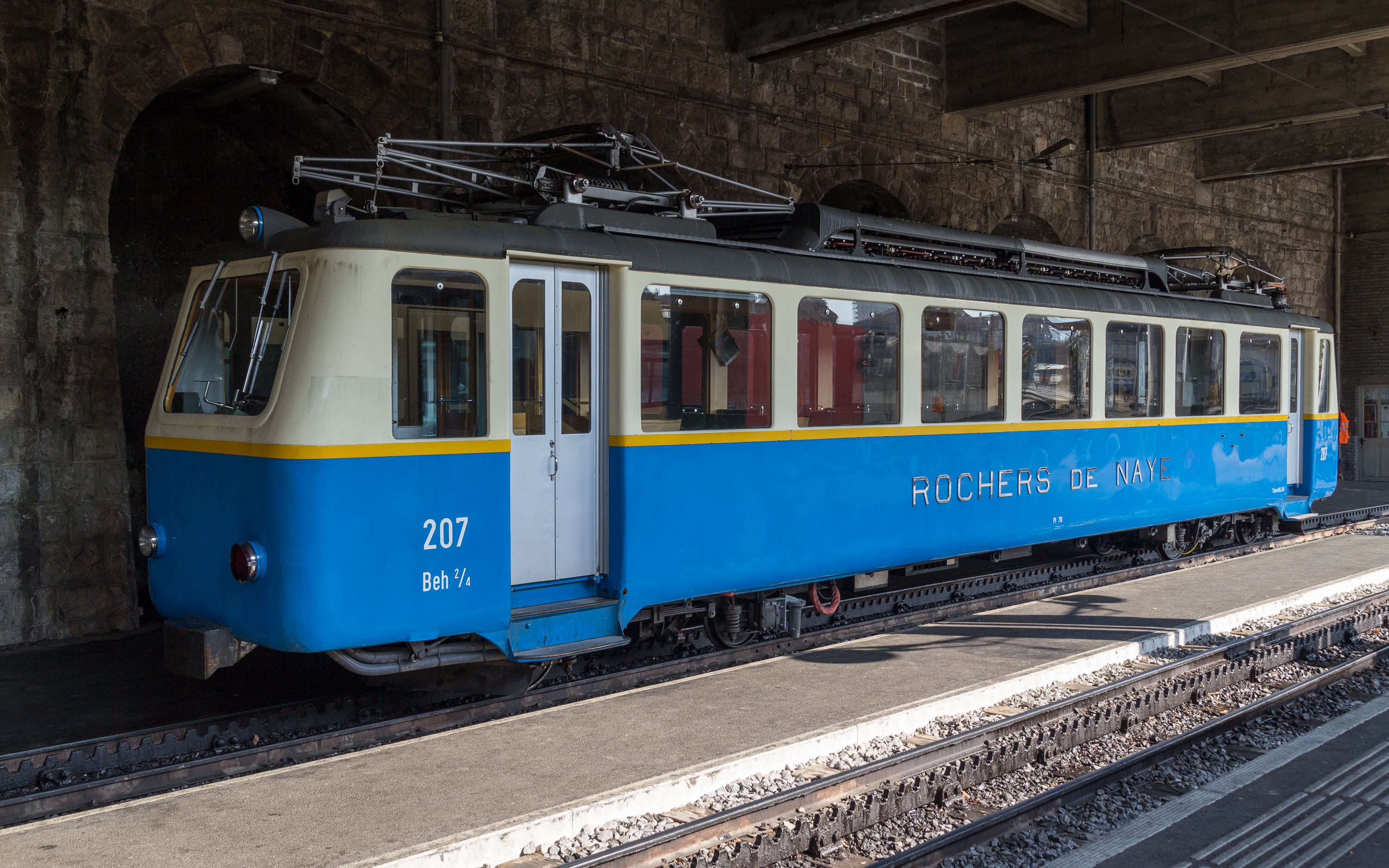
Bhe 2/4 207 der Chemin de fer Rochers de Naye

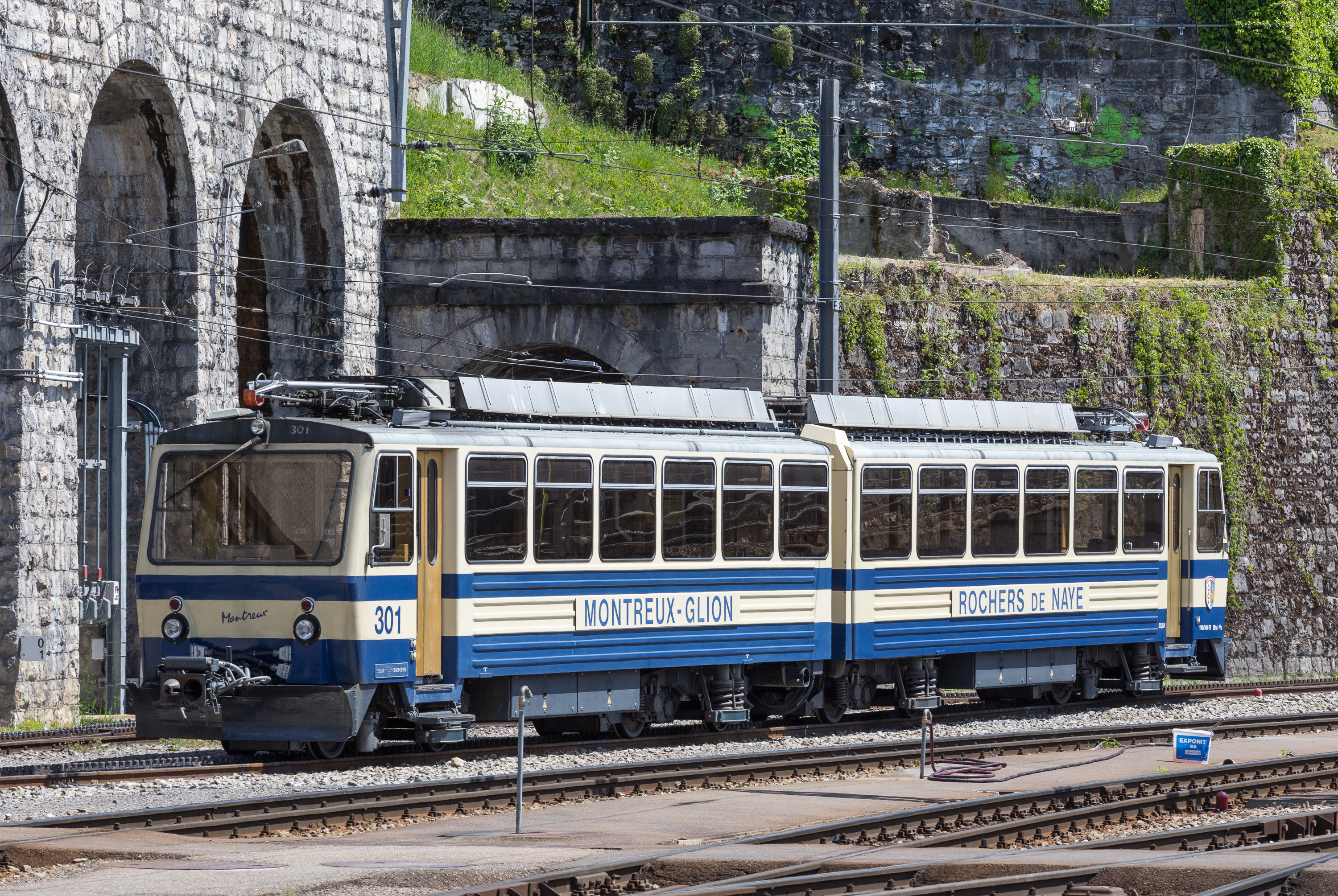
Bhe 4/8 301 in Montreux

- Bhe 2/4 201 bis 205 (1938) SLM (Nummern 3680 bis 3684), BBC. 201: ausser Betrieb; 202 und 205: abgebrochen, April 2007 1
- Bhe 2/4 206 (1947) SLM (Nummer 3939), BBC, abgebrochen 07.2000 1
- Bhe 2/4 207 (1949) SLM (Nummer 3976), BBC 2
- Bhe 2/4 208 (1966) SLM (Nummer 4521), BBC, abgebrochen 04.2007 3

- Bhe 4/8 301 Montreux (1983) SLM, Siemens *
- Bhe 4/8 302 Veytaux (1983) SLM, Siemens *
- Bhe 4/8 303 Villeneuve (1983) SLM, Siemens *
- Bhe 4/8 304 La Tour-de-Peilz (1992) SLM, Siemens *
- Bhe 4/8 305 (2010) MOB-Werkstätte Chernex, Siemens *

* Bis zu drei Triebwagen können gekuppelt und über die bei den Triebwagen Bhe 4/8 301 bis 303 nachträglich eingebaute Vielfachsteuerung gesteuert werden. Die nachgelieferten Triebwagen Bhe 4/8 304 und 305 erhielten die Vielfachsteuerung schon beim Bau.

### Arbeitsfahrzeuge

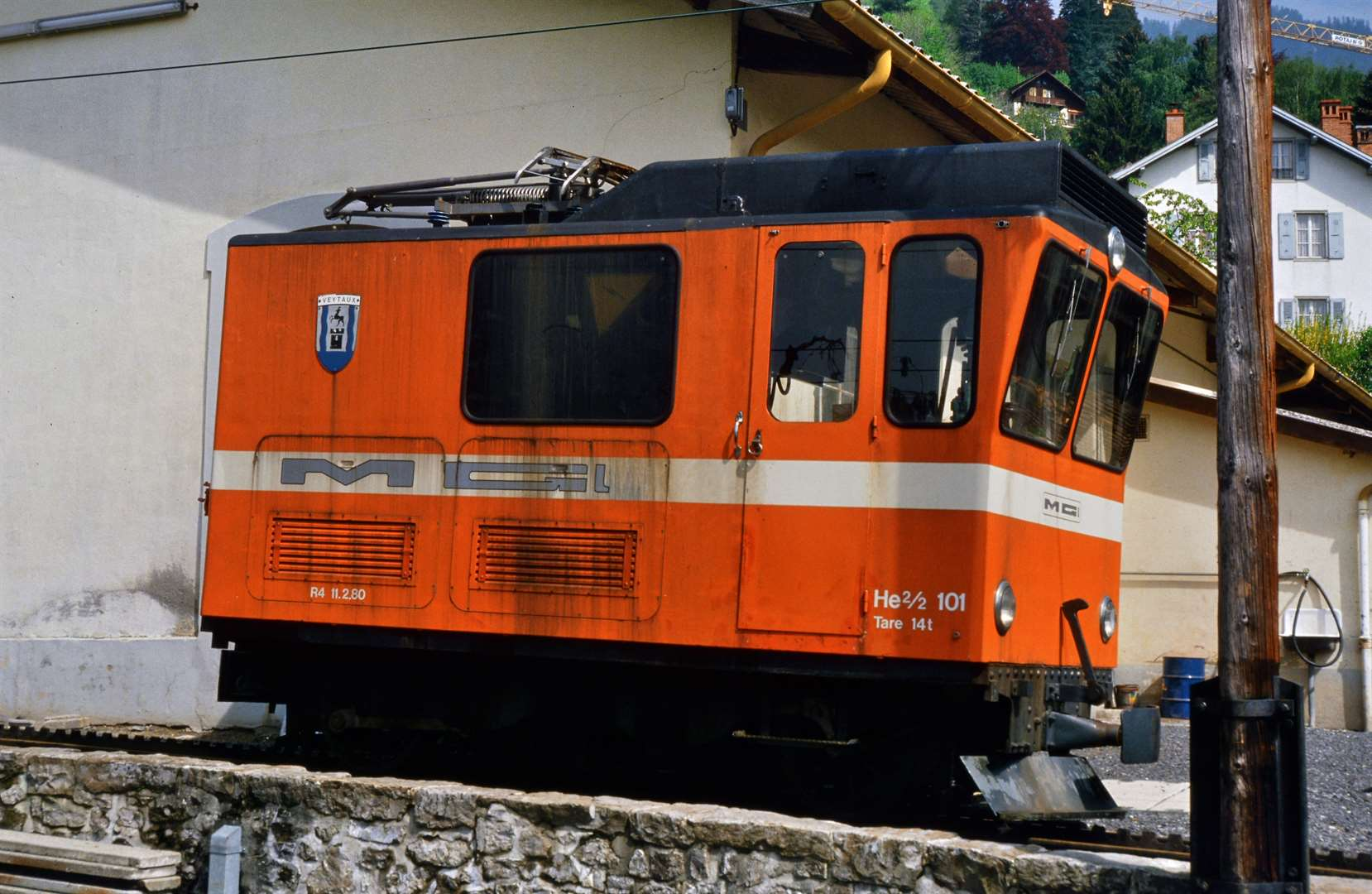
Lokomotive 101 in oranger VST-Einheitslackierung, 1986

- HGe 2/2 2 (1909) Zahnradlok in Nostalgieanstrich
- HGe 2/2 3 ex 101 ex 3 (1909) 1976 neuer Lokkasten und neue Nummer, 1998 umnummeriert, am 8. September 2011 entgleist[6][7], danach abgebrochen
- Hm 2/2 4 (1973) 1995 von der Brienz-Rothorn-Bahn gekauft, am 24. August 2010 entgleist[8], aufgearbeitet und 2015 weiterverkauft an Ferrovia Monte Generoso
- Hem 2/2 11 (2013) Stadler Rail, für Schneeräumung und Dienstfahrten
- Hem 2/2 12 (2013) Stadler Rail, für Schneeräumung und Dienstfahrten

### Personenwagen
- BC 2 (1892) SIG, Train Belle Epoque 1
- BC 15 (1902) SIG, 1963 abgebrochen 1
- BC 16 (1904) SIG, Train Belle Epoque 1
- BC 17 (1906) SIG, Train Belle Epoque 1
- BC 18 (1909) SIG, 1942 an die Monte-Generoso-Bahn verkauft 1
- BC 2 (1909) SIG, Train Belle Epoque 2

### Galerie

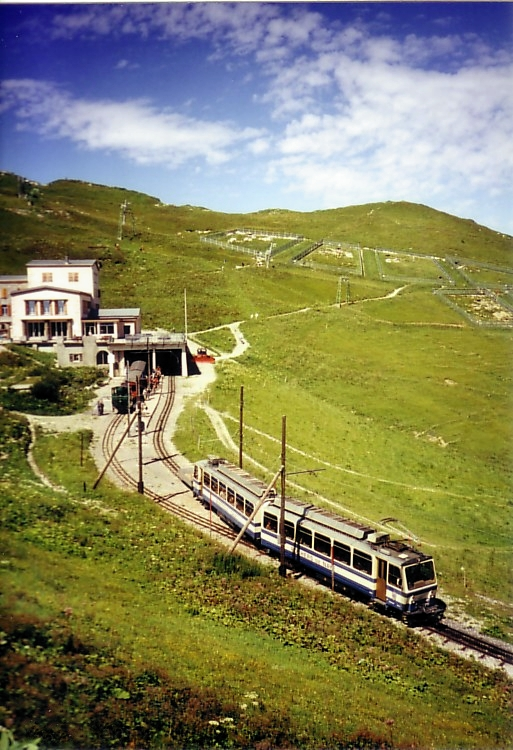
Bergstation Rochers de Naye auf 1970 m ü. M. im August 2004
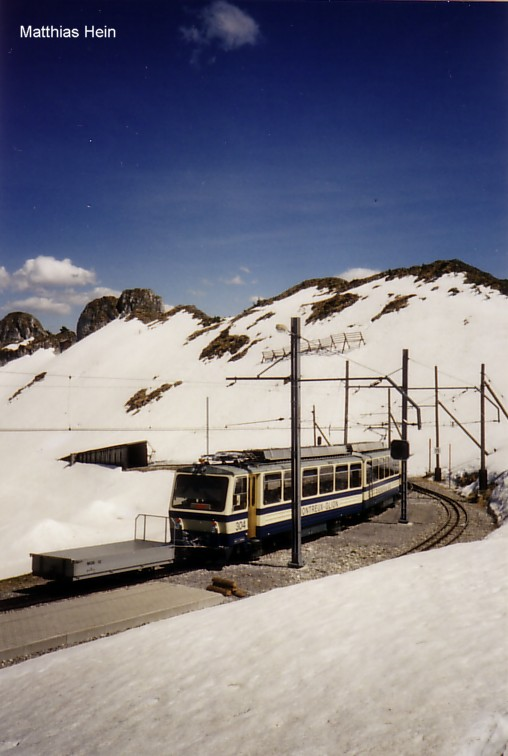
Der Rochers de Naye im Mai 2002
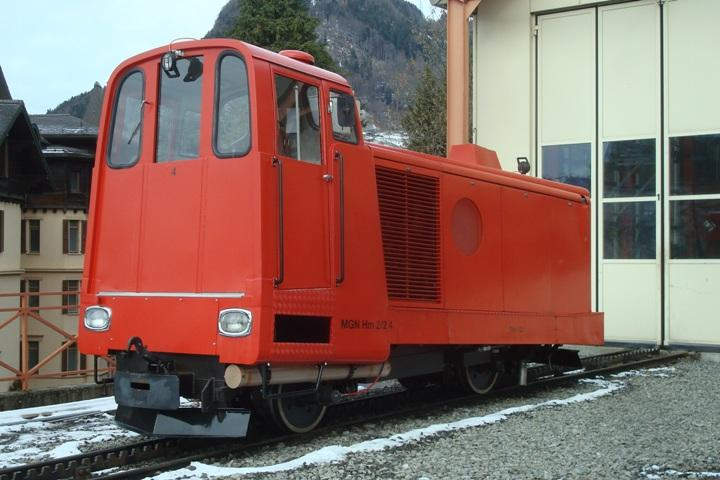
Diesellokomotive Hm 2/2 4 in Glion im Dezember 2009
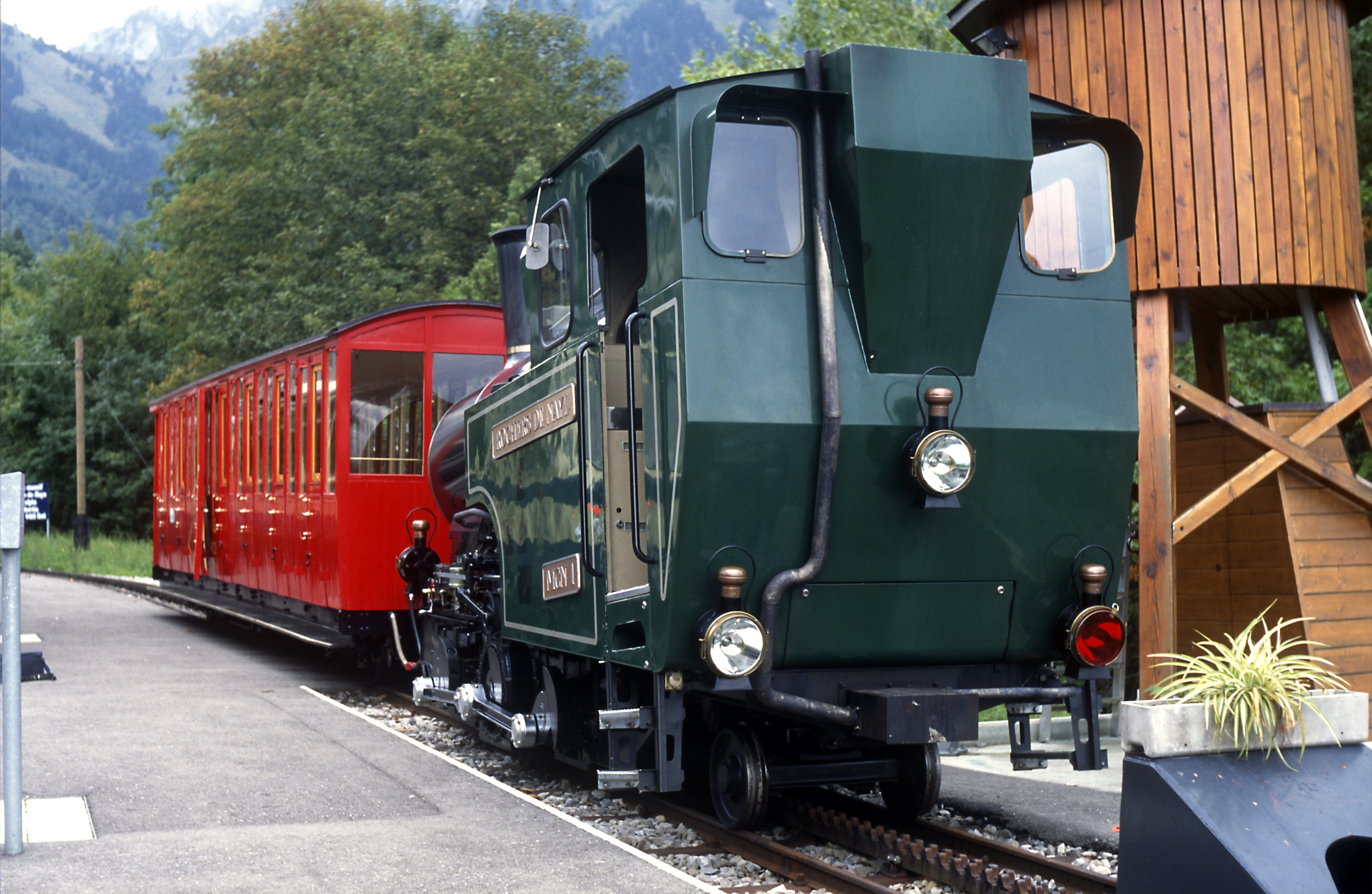
Dampflokomotive H 2/3 1 mit Vorstellwagen im Bahnhof Caux, September 1995